# Edith von Bonin
Editha (Edith) Frieda Gisberta von Bonin (* 14. September 1875 in Elberfeld; † 3. April 1970 in Rottweil) war eine deutsche Malerin der konservativen Moderne.

## Leben
Edith von Bonin wurde als zweite Tochter des einem hinterpommerschen Adelsgeschlecht entstammenden deutschen Verwaltungsjuristen und späteren Staatsministers Gisbert von Bonin (1841–1913) und seiner Ehefrau Maria, geb. von Hurter, verw. von der Heydt (1839–1912) geboren. Ihre ältere Schwester war die Schriftstellerin Maria von Gneisenau, ihre jüngste Schwester die Juristin und Schriftstellerin Elsa von Bonin. Ein Halbbruder aus der ersten Ehe der Mutter war Karl von der Heydt. Nachdem Gisbert von Bonin zu Beginn der 1880er Jahre aus dem Rheinland ins Berliner Finanzministerium berufen worden war, teilte sich das familiäre Leben zwischen der Hauptstadt und dem idyllisch am Plauer Kanal gelegenen Familiensitz, dem Schloss in Brettin bei Genthin in der Provinz Sachsen.
Über ihre Kindheit und Jugend sowie ihren Schulbesuch ist nichts Konkretes bekannt. Von 1901 bis 1907 studierte sie, der als Frau der Zugang zu einer der staatlichen Kunstakademien noch nicht möglich war, an der Damenakademie München des Münchner Künstlerinnenvereins, um sich als Malerin ausbilden zu lassen. Zu ihren akademischen Lehrern zählten Angelo Jank und Max Feldbauer. Mitstudentinnen waren unter anderen Maria Langer-Schöller, Käte Lassen, Gertraud Rostosky, Käte Schaller-Härlin, Louise Weitnauer und Paula Wimmer, mit denen sie später in teils lockerer, teils lebenslanger freundschaftlicher Verbindung stand.
Von 1907 bis zum Ausbruch des Ersten Weltkriegs 1914 war Paris ihr Lebens- und Arbeitsmittelpunkt. Zu einer Reihe dortiger Künstlerinnen und Künstler entwickelten sich enge Kontakte, besonders zu Rainer Maria Rilke, seiner Ehefrau Clara Rilke-Westhoff, Raoul Dufy, Othon Friesz und Mathilde Vollmoeller. Mit Rilke korrespondierte sie zwischen 1907 und 1919 ausführlich. Auf Edith von Bonins Hinweis mieteten Rilke, seine Frau und, von Rilke aufmerksam gemacht, Auguste Rodin Wohn- und Atelierräume im leerstehenden Hôtel Biron an, in das Edith von Bonin auch selbst einzog. Weitere Mitbewohner waren u. a. die deutschen Maler Hans Dornbach, Ivo Hauptmann und Käte Schaller-Härlin. 1908 und 1909 beteiligte sie sich mit drei bzw. zwei Werken an den Jahresausstellungen der Société des Artistes Indépendants. In den Jahren 1910 bis 1913 baute sie eine Kollektion von Werken ihr bekannter Künstler auf, darunter von Othon Friesz, Raoul Dufy und Aristide Maillol. Die Sammlung ging durch Kriegseinwirkung und in den Nachkriegswirren des Zweiten Weltkriegs nahezu vollständig verloren.
Nach dem Ersten Weltkrieg sind Wohn- und Aufenthaltsorte in München, Berlin und Zoppot nachweisbar. 1920 leistete Edith von Bonin Übersetzungsarbeiten für die Danziger Delegation, die bei den Pariser Danzig-polnischen Verhandlungen die Details der polnischen Rechte in der durch den Friedensvertrag von Versailles aus dem Deutschen Reich herausgelösten Freien Stadt Danzig verhandelte. Für die anschließenden Jahre belegen ihre Skizzenhefte eine rege künstlerische Aktivität mit ausgedehnten Reisen im In- und Ausland.
Ab 1934 intensivierte Edith von Bonin Kontakte zur Künstlerkolonie in Dachau, besonders zu ihren dort lebenden Münchner Mitstudentinnen Maria Langer-Schöller und Paula Wimmer. 1938 wurde sie, die in Dachau ein Atelier anmietete, Mitglied der Künstlervereinigung Dachau (KVD) und blieb dies bis an ihr Lebensende. 1938 und 1939 nahm sie erstmals an den jährlichen Schlossausstellungen Dachauer Land und Leute der KVD teil. Weitere Teilnahmen an KVD-Kunstausstellungen gab es in den Jahren 1960 bis 1965 sowie 1969.
Vom Beginn der 1930er Jahre an lebte und arbeitete Edith von Bonin während großer Teile jeden Jahres am oberitalienischen Gardasee. Spätestens ab 1940 und auch während der Jahre des Zweiten Weltkriegs war dort ihr Hauptwohnsitz, zunächst in Malcesine, ab 1956 in Torbole del Garda. Im August 1969, kurz vor der Vollendung ihres 94. Lebensjahres, gab Edith von Bonin ihren Wohnsitz am Gardasee auf und zog mit ihrer langjährigen Haushälterin zu deren Familie nach Rottweil. Dort starb sie, inzwischen gesundheitlich stark eingeschränkt, wenige Monate später am 3. April 1970. Ihre letzte Ruhestätte fand sie auf dem Rottweiler Friedhof. In der Bonin’schen Familiengrabstätte auf dem alten Friedhof ihres Heimatortes Brettin erinnert ein Gedenkstein an sie.
Sie war unverheiratet und kinderlos.

## Werk
Aufgrund ihrer privilegierten finanziellen Verhältnisse und einer sehr sparsamen Lebensführung hatte es Edith von Bonin nicht nötig, ihre Werke für den Lebensunterhalt zu verkaufen, und wahrte zum Kunstbetrieb, zu Galerien und Ausstellungen Distanz. Sie lebte für ihre Kunst, jedoch nicht von ihrer Kunst, malte für sich und gab, soweit ersichtlich, nur wenige Werke zum Verkauf oder an Bekannte weiter. In öffentlichen Sammlungen war sie nicht vertreten, bis ihr künstlerischer Nachlass 2019 in die Obhut des Zweckverbandes Dachauer Galerien und Museen, Dachau, überging.
Das Œuvre Edith von Bonins ist vor allem infolge von Verlusten im und nach dem Zweiten Weltkrieg nur teilweise erhalten geblieben. Heute existieren überwiegend Werke, die deutlich nach dem 60. Lebensjahr der Künstlerin entstanden sind. Die wenigen früheren Bilder lassen aber Edith von Bonins künstlerische Entwicklung und Spannweite erahnen, die bei einer Fokussierung auf das bei der Anzahl der nachgelassenen Werke dominierende Spätwerk unzutreffend verengt würden. Der Nachlass besteht überwiegend aus Aquarellen, Pastellen und Kohlezeichnungen; Ölgemälde sind vergleichsweise wenige erhalten. Von in ihrer Zeit beliebten Techniken wie dem Holzschnitt, der Radierung, der Lithographie und dem Scherenschnitt machte sie keinen Gebrauch.
Edith von Bonin nahm nicht nur im Rahmen ihrer Ausbildung, sondern lebenslang intensiv an den kunsttheoretischen und -historischen Entwicklungen ihrer Zeit Anteil. In ihren Werken griff sie Stilmerkmale des 1887 verstorbenen, um 1900 wiederentdeckten Malers Hans von Marées, des erst nach seinem Tod 1906 in seiner Bedeutung umfassend gewürdigten Paul Cézanne sowie des zeitgenössischen Künstlerkreises um Henri Matisse auf. Von Marées übernahm sie in einigen ihrer nachgelassenen Werke dessen Statik figürlicher Darstellungen, verbunden mit einem strengen und sorgfältig durchdachten Bildaufbau. In Paris entwickelte sich die Vorliebe für das Werk von Paul Cézanne und dessen Bestreben, hinter dem oberflächlich Sichtbaren das innere Wesen der dargestellten Personen und Objekte zu erfassen. Der Künstlerkreis um Matisse, vor allem Othon Friesz, war schließlich die dritte Inspirationsquelle, ohne dass sie sich dessen frühere fauvistische Art zu eigen gemacht hätte. Die in ihrer Pariser Zeit einsetzenden Entwicklungen des Pointillismus, des Kubismus oder des Orphismus griff sie, soweit erkennbar, nicht auf. Die Verwendung Matisse’scher Stilmittel brachte ihr 1913 Kritik des orphistischen Malers Robert Delaunay ein. Abstrakte Malerei hat in ihrem Œuvre keinen Platz gefunden; sie blieb als Vertreterin einer konservativen Moderne gegenständlich und den klassisch-traditionellen Gattungen des Stilllebens, der Landschaft und des Porträts verhaftet. Alles in allem fügt sich Edith von Bonins Malweise in die kunstästhetische Grundausrichtung der deutschen Künstler ein, die sich vor dem Ersten Weltkrieg im Pariser Café du Dôme zu treffen pflegten und die, insbesondere inspiriert von Paul Cézanne und Henri Matisse, in ihrer Kunst Ausgewogenheit und Mäßigung, Eintracht und Ruhe widerspiegeln wollten.